# DFS Fafnir
Fafnir war ein Hochleistungssegelflugzeug, das von der Deutschen Forschungsanstalt für Segelflug (DFS) entwickelt wurde.
Mit der Weiterentwicklung Fafnir II (auch D – Sao Paulo) gelang Heini Dittmar 1934 ein Weltrekordflug von 375 km.

## Geschichte

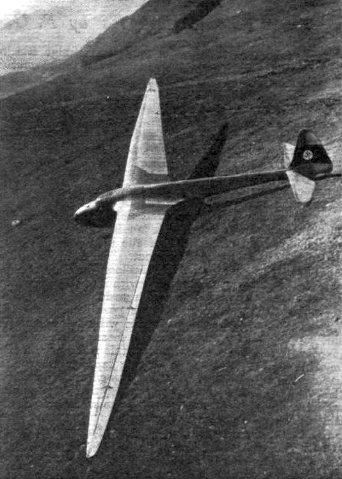
Fafnir II D – Sao Paulo

Der Entwurf des Flugzeugs stammt von Alexander Lippisch, konstruiert wurde es von seinem Assistent Hans Jacobs. Der Fafnir wurde durch Günther Groenhoffs Weltrekord- und Alpenflüge bekannt.
Bei einem missglückten Gummiseilstart wurde am 23. Juli 1932 das Höhenruder beschädigt. Die Maschine stürzte ab und wurde schwer beschädigt – Groenhoff kam ums Leben.
Am 7. Juni 1933 flog Peter Riedel mit dem reparierten und leicht verbesserten Flugzeug einen neuen Streckenrekord von Griesheim bei Darmstadt nach Vomécourt (Frankreich) mit 229 km.
Namensgeber ist die mythologische Drachenfigur Fafnir.

## Konstruktion
Der freitragende Schulterdecker besaß einen zweiteiligen Knickflügel mit Hilfsholm vor dem Hauptholm. Der Rumpf hatte einen ellipsenförmigen Querschnitt und ein Normalleitwerk mit Pendelhöhenruder.
Die Pilotenkabine war erstmals bei einer Segelflugzeugkonstruktion komplett geschlossen und mit einer aerodynamischen Sperrholz-Verkleidung bis in den Flächen-Rumpf-Übergang versehen. Sehen konnte der Pilot nur durch zwei seitliche Gucklöcher.
Nach dem tödlichen Absturz Günther Groenhoffs am 23. Juli 1932 wurde das Flugzeug mit Modifikationen wieder aufgebaut. Der Tragflächenanschluss wurde geändert, auf die aerodynamische Verkleidung wurde verzichtet und eine normale transparente Kabinenverglasung angebracht. Durch die Verwendung eines Wurzelprofils mit sehr starker Wölbung (Gö 652 mit 9 % Wölbung gestrakt auf Gö 535 mit 5,8 % Wölbung am Außenflügel) waren die Schnellflugleistungen nicht besonders gut, die Kreisflugeigenschaften in der Thermik (auch dank der Knickflügel) jedoch für die damalige Zeit überragend.
Basierend auf den Erfahrungen mit dem ersten Fafnir entwarf Lippisch eine deutlich weiterentwickelte Maschine in Mitteldecker-Auslegung mit einem schnelleren Tragflügelprofil. Besonders auffällig war der sorgfältig konstruierte Flächen-Rumpf-Übergang, der bis weit nach hinten am Rumpf reichte. Bereits beim ersten Flug mit dieser als Fafnir II „D – Sao Paulo“ bezeichneten Maschine erflog sich Heini Dittmar den eingangs erwähnten neuen Streckenflug-Weltrekord.
Die Rumpf und Leitwerkskonstruktion des ersten Fafnir diente auch als Grundlage für Dittmars Eigenkonstruktion Condor 1.
Die "Sao Paulo" diente zweifellos auch als konstruktive Ausgangsbasis für das spätere Hochleistungssegelflugzeug DFS Reiher von Hans Jacobs.

## Technische Daten
| Kenngröße              | Fafnir I        | Fafnir II  |
| ---------------------- | --------------- | ---------- |
| Besatzung              | 1               | 1          |
| Länge                  | 7,76 m          | 7,91 m     |
| Spannweite             | 19,00 m         | 19,00 m    |
| Flügelfläche           | 18,60 m²        | 19,00 m²   |
| Tragflächenbelastung   | 16,9 kg/m²      | 18,4 kg/m² |
| Flügelstreckung        | 20              | 19         |
| Flügelprofil           | Gö 652 / Gö 535 | DFS        |
| Gleitzahl              | 20              | 27         |
| Geringstes Sinken      | 0,76 m/s        | 0,65 m/s   |
| Nutzlast               | 115 kg          | 80 kg      |
| Leermasse              | 200 kg          | 270 kg     |
| max. Startmasse        | 315 kg          | 350 kg     |
| Mindestgeschwindigkeit | 50 km/h         |            |
| Höchstgeschwindigkeit  | 220 km/h        | 180 km/h   |

## Verbleib
Das Flugzeug war Exponat der Deutschen Luftfahrtsammlung Berlin und wurde während des Zweiten Weltkriegs bei einem Bombenangriff zerstört.